# White Spirit
White Spirit fue una banda inglesa de heavy metal formada en 1975 en Hartlepool, Inglaterra, y cuyo miembro más conocido fue Janick Gers, actualmente parte de Iron Maiden, y también exmiembro de Gillan (la banda solista de Ian Gillan) y la banda solista de Bruce Dickinson. Otros miembros de White Spirit fueron también Bruce Ruff (voz), Malcolm Pearson (teclados), Phil Brady (bajo), y Graeme Crallen (batería). La banda estuvo asociada a la corriente musical conocida como Nueva ola del heavy metal británico.

## Discografía oficial

### Estudio
- White Spirit (1980)

### Sencillos
- "Backs to the Grind"/"Cheetah" (1980)
- "Midnight Chaser"/"Suffragettes" (1980)
- "High Upon High"/"No Reprieve", "Arthur Guitar" (1980)